# Spulerina virgulata
Spulerina virgulata är en fjärilsart som beskrevs av Tosio Kumata och Hiroshi Kuroko 1988. Spulerina virgulata ingår i släktet Spulerina och familjen styltmalar. Inga underarter finns listade i Catalogue of Life.